# Shin Ji-min
Shin Ji-min (Hangul: 신지민, Hanja: 申智珉, Hán-Việt: Tần Chi Mẫn, sinh ngày 8 tháng 1 năm 1991), thường được biết đến với nghệ danh Jimin, là một nữ ca sĩ thần tượng và rapper người Hàn Quốc, cựu thành viên của nhóm nhạc AOA. Cô được ra mắt vào năm 2012 và do FNC Entertainment quản lý. Năm 2016, cô ra mắt với tư cách một nghệ sĩ solo với đĩa đơn "Call You Bae", hợp tác với Xiumin (EXO).

## Tiểu sử
Jimin  sinh ngày 8 tháng 1, 1991  tại Seoul, Hàn Quốc. Khi còn nhỏ, cô đã từng học chơi ghita, harmonica, và piano. Năm thứ hai tại trường Trung học đến năm đầu tại trường Cao học, cô theo học ở nước ngoài tại một trường tiếng Trung. Trong khi ở Trung Quốc, cô cũng tham dự một trường học âm nhạc thực tế Sự nghiệp.

### Thành viên AOA
Ngày 30 tháng 7 năm 2012, Jimin ra mắt chính thức với tư cách là một thành viên AOA trên Mnet M!Countdown với bài hát "Elvis" từ album đầu tay của họ, Angels' Story. Cô cũng là một phần của nhóm nhạc AOA Black, được thành lập vào năm 2013. Cô đã viết rap cho single "Moya" của AOA Black.

### Sự nghiệp solo
Vào đầu năm 2015, Jimin là một phần của chương trình tạp kĩ, Unpretty Rapstar. Unpretty Rapstar là một chương trình sinh tồn của những rapper nữ. Chương trình bao gồm một cuộc thi duy nhất loại bỏ thông qua các buổi biểu diễn nhạc rap. Trong chương trình, Jimin phát hành một vài single hợp tác, chẳng hạn như "T4SA" với MC Meta và Nuck. Bài hát của cô với Seulong, "Good Start", được sản xuất bởi Verbal Jint và đạt vị trí số 2 trên Singles Chart Gaon. "Puss", rap trận chiến bài hát của cô với rapper Iron trong vòng bán kết, đạt vị trí số 1 trên Singles Chart Gaon. Cô cũng là một diễn viên của show truyền hình Off to School  bắt đầu từ ngày 17 tháng ba, năm 2015.
Vào ngày 28, Jimin và J.Don (Lee Seunghyub) của N.Flying phát hành single hợp tác "God". Bài hát được sản xuất bởi Rhymer của  Brand New Music, là một phần của dự án N FNC Entertainment. Video âm nhạc của bài hát này đã được dựa trên Game of Thrones.
Jimin đã ra mắt như một nghệ sĩ solo vào ngày 03 Tháng Ba năm 2016 với single "Call You Bae" với Xiumin của EXO. Single là phiên bản đầu tiên của #OOTD dự án solo của Jimin.
Vào tháng 10 năm 2017, Jimin đã thực hiện một sự trở lại solo được chờ đợi từ lâu với single "Hallelujah", một ca khúc dance chịu ảnh hưởng của nhạc pop Latin, một sự hợp tác với tạp chí W Korea.
Jimin hát OST cho tvN's  A Korean Odyssey cùng với Seo Yu-na, bài hát được gọi là "If You Were Me" và nó được phát hành vào ngày 28 tháng 1 năm 2018.

## Đời tư

### Cáo buộc bắt nạt và giải nghệ
Vào ngày 3 tháng 7 năm 2020, cựu thành viên AOA, Kwon Mina đã cáo buộc Jimin trong một bài đăng trên Instagram rằng Jimin đã bắt nạt cô trong suốt 10 năm, điều này dẫn đến việc Mina rời khỏi AOA vào năm 2019. Cô đã đăng một bức ảnh cổ tay đầy sẹo của mình và tuyên bố đã cố gắng tự tử do hậu quả của vụ bắt nạt. Jimin cố gắng phủ nhận những tuyên bố của Mina và gọi những tuyên bố của Mina là "hư cấu" trên Instagram Story của cô trước khi xóa nó ngay sau đó. Mina chỉ trích bài đăng, nói rằng, "Hư cấu? Thật quá đáng sợ khi nói đó là hư cấu." Các cáo buộc dẫn đến việc Jimin rời khỏi AOA và tạm dừng mọi hoạt động của cô trong làng giải trí.
Ngày 8 tháng 9 năm 2021. Vụ bê bối này đã được làm sáng tỏ là do Mina lấy căn bệnh của mình tạo ra sức ép dẫn dắt dư luận khiến mọi người tin rằng việc cô ta bị bệnh là do Jimin chèn ép.